# ایزاک کومننوس قبرس
آیزاک کومننوس 1155 – 1196 (سن ۴۱)، پادشاه قبرس از سال ۱۱۸۴ تا ۱۱۹۱، قبل از فتح قبرس توسط ریچارد یکم در حین جنگ صلیبی سوم، بود.